# Tom Frager

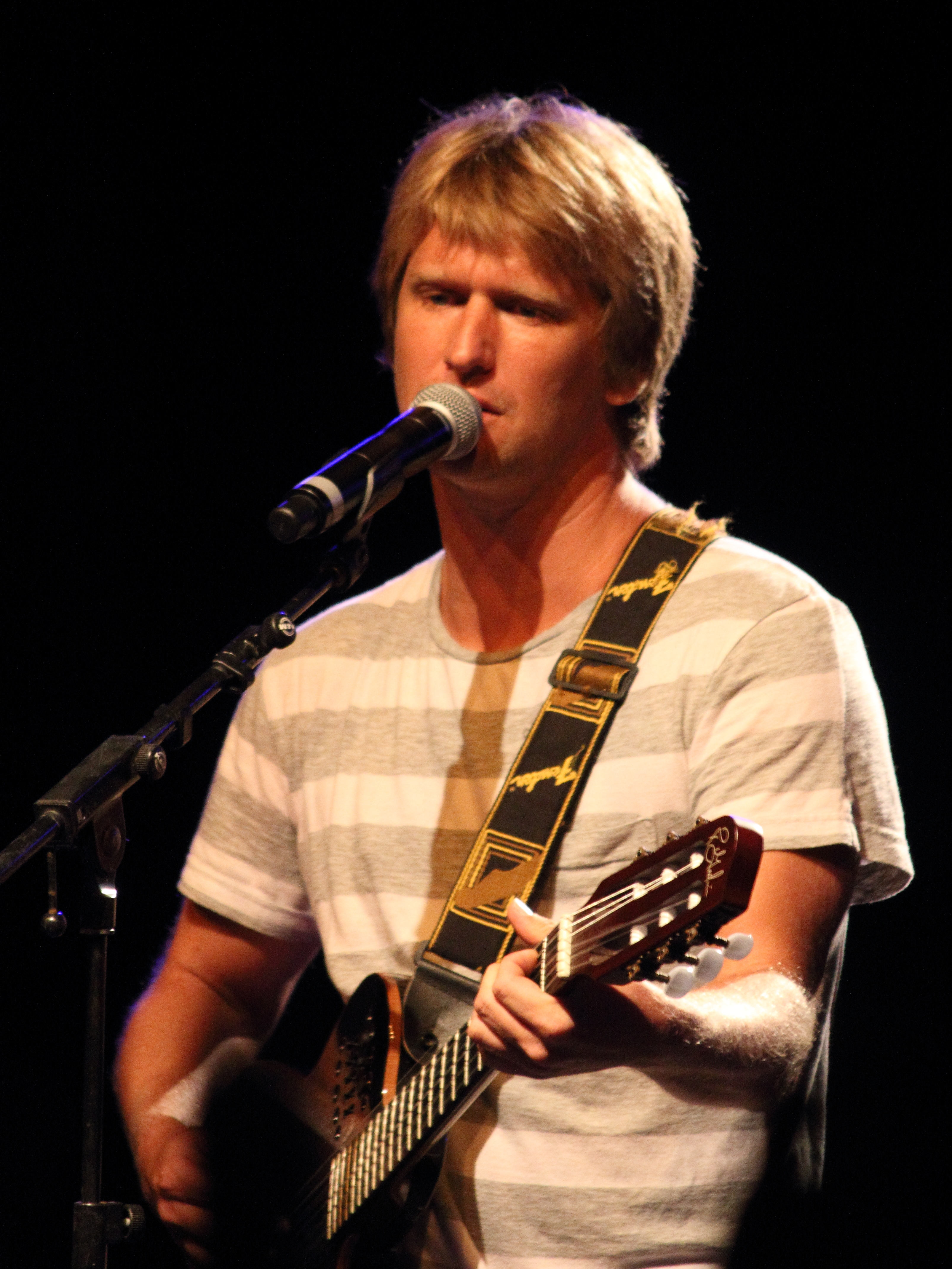

Tom Frager, nació el 1 de julio de 1977 en Dakar (Senegal), y es un autor, compositor e intérprete francés que forma parte del grupo musical Gwayav' y además es diez veces campeón de surf en Guadalupe. Es especialmente conocido por ser el compositor de la canción Lady Melody.

## Biografía
Nacido en Senegal en 1977, Tom Frager crece en Guadalupe donde llega a ser el practicante de surf local más titulado de su generación. Forma equipo en Francia y, acompañado de su guitarra, escribe canciones en sus viajes alrededor del mundo.
En 2002 forma el grupo Gwayav' con cuatro amigos cantantes y practicantes de surf. Su primer álbum Bloom Inside se vende con más de 5000 ejemplares. Tom Frager mezcla pop, rock, reggae, ska o jazz confrontando melodías originales y ruptura de ritmo. Sus influencias van del reggae de Bob Marley al rock de Sublime pasando por el pop-soul de Jason Mraz.
Tom Frager escribe también con otros artistas, como el triple campeón del mundo de surf Tom Curren o Amen Viana, el guitarrista de Keziah Jones. Aseguró las primeras salidas de Alpha Blondy, Toots & the Maytals , Patrice, Groundation, Sizzla, Sublime Tribute, le Peuple de l'Herbe y apareció en grandes festivales como Francofolies de La Rochelle o Les Extravagances de Biarritz. Tom Frager & Gwayav' dieron más de 400 conciertos en 7 años.
En 2010, Tom Frager fue nominado a los NRJ Music Awards en la categoría de Revelación Francesa del Año.

## Miembros del grupo Gwayav'
- Tom Frager: Vocal & Guitarra
- Henry Daurel: Guitarra
- Janine Terhoff: Coro
- Carolina Carmona: Coro
- Stephane Garcia Tudela: Batería
- Jerome Gron: Piano
- Julien Grenier: Piano
- Lionel Dubourdieu: Bajo
- Marc Closier: Saxofón
- Thomas Renwick: Guitarra
- Fabrice Lefèvre: Ingeniero de Sonido

## Discografía
Album
- Bloom Inside (2006)
- Better Days (2008)
- Better Days (18 titres) (2009)

Singles
- Lady Melody (2009)
- Give Me That Love (FR) (2009)

## Otros grupos
Tom Frager también formó parte del grupo FSB, formado en Hossegor. Ese grupo publicó sólo un álbum llamado "Keskispass" en un estilo similar al del grupo Gwayav', entre las cuales debemos destacar No Doubt.
FSB, también es una formación con seis miembros, una cantante, un cantante-batería, un guitarrista, un bajo, un percusionista y un scratcher. El álbum "Keskispass" salió en auto production : 14 composiciones grabadas en ocho pistas en una bodega de Burdeos. Exportaban su música basada en el surf apoyados por su patrocinador T&C, combinando un sonido tropical francés, inglés y frengalés.